# Восточное (Уярский район)
Восточное — село в Уярском районе Красноярского края. Административный центр Восточного сельсовета. Выделено в 1989 году из Толстихинского сельсовета.

## География
Село находится в южной части края, в пределах Алтае-Саянского горнотаёжного района, на правом берегу реки Малая Авда, на расстоянии приблизительно 19 километров (по прямой) к юго-востоку от Уяра, административного центра района. Абсолютная высота — 383 метра над уровнем моря.
Климат
Климат характеризуется как резко континентальный, с продолжительной морозной зимой и коротким тёплым летом. Средняя температура воздуха самого тёплого месяца (июля) составляет 18,7 °C (абсолютный максимум — 38 °C); самого холодного (января) — −21 °C (абсолютный минимум — −48 °C). Продолжительность безморозного периода составляет в среднем 96 дней. Среднегодовое количество атмосферных осадков достигает 600 мм, из которых 317 мм выпадает в июле-августе.

## История
Основано в 1899 году. По данным 1926 года в деревне Восточная (Симоновка) имелось 190 хозяйств и проживало 1050 человек (503 мужчины и 597 женщин). В национальном составе населения того периода преобладали украинцы. Функционировали школа I ступени и лавка общества потребителей. В административном отношении являлась центром Восточного сельсовета Уярского района Красноярского округа Сибирского края.

## Население
| 2010 |
| ---- |
| 287  |

Половой состав
По данным Всероссийской переписи населения 2010 года в гендерной структуре населения мужчины составляли 49,8 %, женщины — соответственно 50,2 %.
Национальный состав
Согласно результатам переписи 2002 года, в национальной структуре населения русские составляли 98 % из 471 чел.